# Rutger Lagercrantz
Rutger Herman Carlsson Lagercrantz, född 14 november 1917 i Oscars församling i Stockholm, död 23 november 2003 i Farsta församling i Stockholm, var en svensk barnläkare.
Rutger Lagercrantz var son till bankdirektören Carl Lagercrantz och grevinnan Agnes Hamilton (släkten Hamilton) samt sonsons son till finansministern Gustaf Lagercrantz. Han var bror till Olof Lagercrantz och Lis Asklund, halvbror till Arvid Lagercrantz och far till Hugo Lagercrantz. Han tillhörde huvudmannagrenen av adliga ätten nr 1011 Lagercrantz.
Lagercrantz blev legitimerad läkare 1944, medicine doktor 1956 och docent i pediatrik vid Karolinska Institutet 1957. Han blev biträdande överläkare 1959 och senare överläkare. Han fick professors namn 1982.   
Hans doktorsavhandling handlade om skyddseffekten av vaccinering mot tuberkulos. I samarbete med professor Sven Gard införde han vaccinering mot polio i Sverige. Hans 30-åriga forskning rörande tarmsjukdomen ulcerös kolit bidrog till att man till slut fick en förklaring till sjukdomens uppkomst och kunde få fram effektiva behandlingsmetoder.
Rutger Lagercrantz var gift första gången 1943–1953 med Marit Heyman (1918–1974), dotter till Hugo Heyman och Gunhild Roland, och andra gången 1966 med medicine doktor Elisabeth Kugelberg, född Nylander (1933–2011), syster till arkeologen Carl Nylander samt dotter till ambassadören Lennart Nylander och Margaretha, ogift Fjellander. Lagercrantz är begravd på Norra begravningsplatsen utanför Stockholm.